# قره‌کند
قره‌کند یکی از روستاهای استان آذربایجان شرقی است که در دهستان چاراویماق شرقی بخش شادیان شهرستان چاراویماق واقع شده‌است.این روستا ۸۵ نفر جمعیت دارد.